# Orthotrichum hortense
Orthotrichum hortense är en bladmossart som beskrevs av Boswell 1892. Orthotrichum hortense ingår i släktet hättemossor, och familjen Orthotrichaceae. Inga underarter finns listade i Catalogue of Life.